# Sulejman Demollari
Sulejman Demollari (* 15. Mai 1964 in Tirana) auch bekannt unter dem Namen Sul Demollari ist ein ehemaliger albanischer Fußballspieler und momentaner Nationaltrainer der albanischen U-15-Auswahl. Für die Albanische Fußballnationalmannschaft bestritt er 45 Spiele, konnte sich aber nie für ein großes Turnier qualifizieren.

## Karriere
Demollari wurde in der albanischen Hauptstadt Tirana geboren und absolvierte dort auch seine Schulzeit, die er erfolgreich abschloss. Nebenbei war er auch Mitglied des Fußballfördervereins KF Vojo Kushi, wo man früh sein Talent entdeckte, sodass er schnell in die Jugendmannschaft von Dinamo Tirana berufen wurde. Mit nur 15 Jahren lief er das erste Mal für das Seniorenteam Tiranas auf, wo er an der Seite anderer albanischer Fußballerlegenden wie Ilir Përnaska, Shyqyri Ballgjini und Muhedin Targaj sein Können unter Beweis stellen durfte.
Als er sich auch dort durch seine starken Leistungen als Führungsspieler etabliert hatte, wurde Demollari im Sommer 1991 zu Dinamo Bukarest nach Rumänien transferiert, wo er im Laufe von vier Jahren, 100 Spiele bestritt und dabei 36 Tore machte. Als einer von sehr wenigen Ausländern gelang ihm somit das Erreichen eines Stammplatzes in einem der rumänischen Spitzenclubs. Mit seinen sehenswerten Dribblings weckte er auch das Interesse im weiteren Ausland und wechselte daraufhin 1996 zu Panionios Athen nach Griechenland. 
Dort plagten ihn aber zahlreiche Verletzungen, sodass er in den zwei Jahren seiner dortigen Laufbahn nur auf 14 Spiele kam. Enttäuscht darüber, auch in der Nationalmannschaft seinen Platz verloren zu haben, wechselte er zum ungarischen Erstligisten Győri ETO FC, um dort seine Karriere ausklingen zu lassen. Demollari kam aber auch hier nur zu sporadischen Einsätzen, sodass er sich 1997 entschloss das Fußballspielen aufzugeben und eine Trainerlaufbahn anzupeilen.
Seit 2009 ist Demollari Trainer der albanischen U-15 Nationalmannschaft.

## Erfolge

### Dinamo Tirana
- Kategoria Superiore (2): 1986 und 1990
- Kupa e Shqipërisë (2):1986  und 1990
- SuperKupa (1) : 1990

### Dinamo Bukarest
- Divizia A (1) : 1992

### Auszeichnungen
- bester Torschütze von Dinamo Tirana (1) – 1990
- bester Torschütze von Dinamo Bukarest (1) – 1992
- Teamkapitän von Albaniens Senioren-, U-21- und Jugend-Nationalmannschaften
- Sporti Popullor bester Spieler der Saison (6) – 1983, 1985, 1991, 1992, 1993, 1994
- 'bester ausländischer Spieler in der Geschichte Rumäniens '
- Mjeshtër i Merituar i Sportit (Sportlehrerdiplom)
- Nderi i Sportit Shqiptar (Ehrung für albanische Sportler mit besonderen Verdiensten)[2]